# Parafia Matki Bożej Raciborskiej

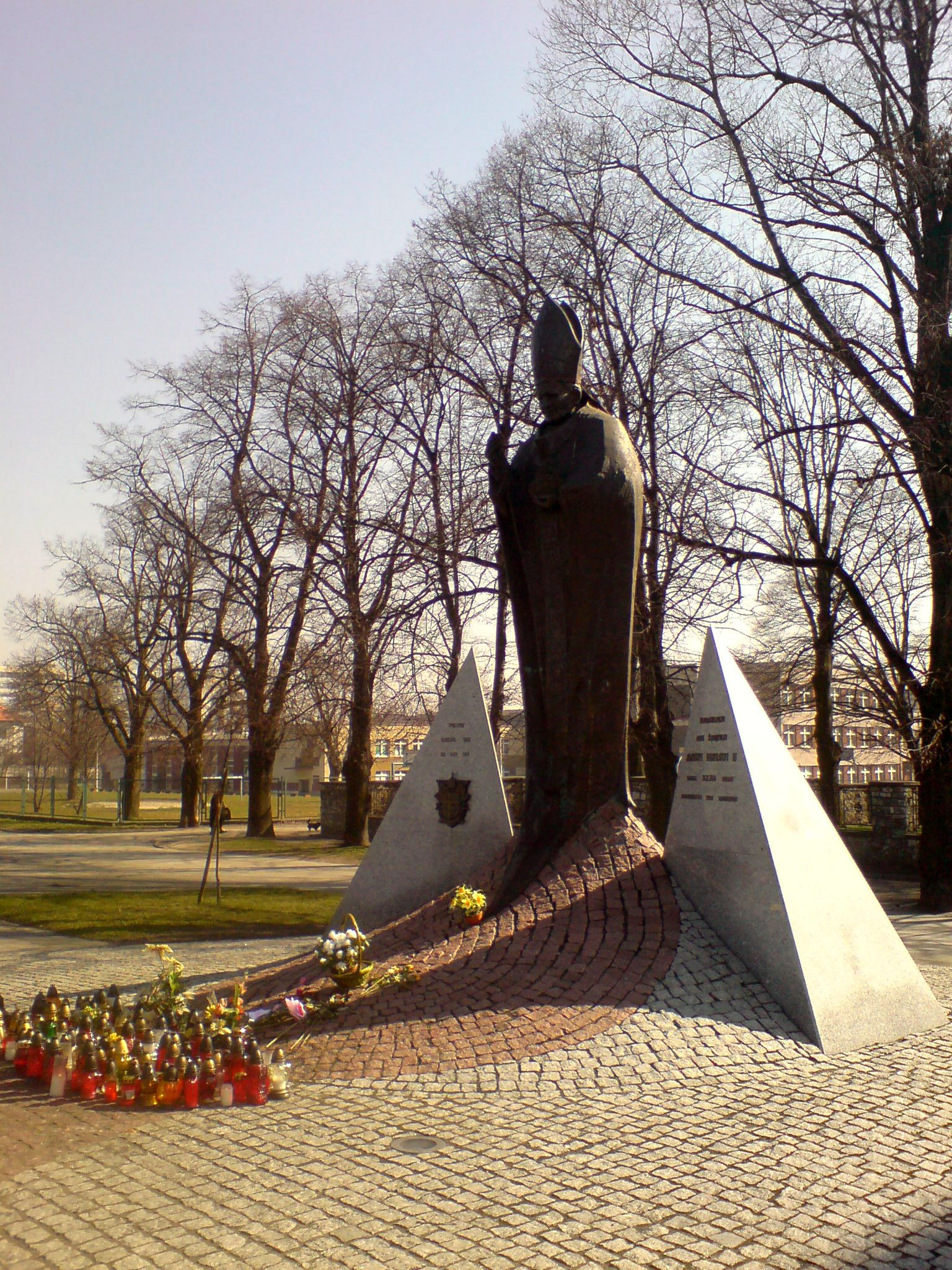
Pomnik Jana Pawła II przed kościołem Matki Bożej

Parafia Matki Bożej Raciborskiej – raciborska, rzymskokatolicka parafia, która swym zasięgiem obejmuje południowo-wschodnią część Nowych Zagród - jednej z dzielnic miasta. Parafia należy do dekanatu raciborskiego w diecezji opolskiej.

## Historia
Pierwszy kościół drewniany powstał tutaj w 1432, a obecny murowany wykonany w stylu barokowym pochodzi z 1727 roku. Konsekracji dokonał biskup Eliasz Daniela von Sommerflekl w dniu 25 września 1736 roku. Parafia została utworzona w 1937 roku, a erygowano ją z terenu parafii św. Mikołaja.

## Kościół Matki Bożej
Ołtarz pochodzi z 1870 i posiada wystrój neobarokowy. Po obydwu stronach ołtarza znajdują się trzy kolumny, u góry usytuowany jest obraz św. Anny z 1893, środek ołtarza, ponad tabernakulum, zajmuje obraz Matki Bożej. Oprócz cudownego obrazu, zabytkami w kościele są dwa boczne ołtarze - Najświętszej Krwi i Świętego Krzyża, pochodzące z końca XVII wieku - z tym, że ołtarz Najświętszej Krwi został w 1869 roku ozdobiony nowym obrazem namalowanym przez malarza Lammicha.
Jego też dziełem jest obraz przedstawiający św. Józefa. W 1932 obraz Lammicha w ołtarzu Najświętszej Krwi został odnowiony przez malarza Ł. Mrzygłoda. Zadbano również o otoczenie kościoła, odnowiono grotę Matki Bożej Fatimskiej, stacje Drogi Krzyżowej i stacje Różańca Świętego, zakupiono także plac obok kościoła, gdzie wybudowano plebanię, z tyłu kościoła powstał ołtarz polowy z kopią obrazu Matki Bożej.
Najbardziej uroczyste odpusty odbywają się w każdą niedzielę po Nawiedzeniu, Wniebowzięciu i Narodzeniu Najświętszej Maryi Panny. Z kościołem Matki Bożej związany jest klasztor sióstr Annuntiata. Z dniem 15 września 1990 roku oficjalnie duszpasterstwo w parafii przejął ksiądz Eugeniusz Dębicki, który gorliwie kontynuuje dalszą trudną pracę integracyjną wspólnoty parafialnej. W ciągu tych przeszło dwunastu lat został otynkowany kościół, w 1990 roku wyremontowano organy, w 1992 wymalowano kościół, w 1995 kościół otrzymał nowy dach. Najważniejszą jednak rzeczą jest dalsza praca nad jednością całej, już obecnie dużej, wspólnoty parafialnej, dlatego między innymi każdego 13 dnia miesiąca od maja do października odbywają się nabożeństwa fatimskie, w których bierze udział wielu parafian i nie tylko. 20 maja 2006 pod kościołem uroczyście odsłonięto pomnik Jana Pawła II.

## Pielgrzymki
Co roku do Sanktuarium Matki Bożej Raciborskiej przybywa 18 pielgrzymek z okolicznych parafii oraz pielgrzymi indywidualni. Od najdawniejszych czasów przychodzi tu procesja z parafii św. Mikołaja ze Starej Wsi, od 1698 roku, od wielkiego pożaru Raciborza, kościół odwiedza procesja z parafii Wniebowzięcia Najświętszej Maryi Panny, od 1831 roku, od czasu epidemii cholery, przybywa w każdym roku procesja z parafii św. Jana z Ostroga. Przychodzą tutaj pielgrzymki z różnych miejscowości ziemi raciborskiej, także z innych odleglejszych ośrodków miejskich i wiejskich.

## Proboszczowie
- ks. Alojzy Spyrka,
- ks. Adam Krawiec SVD,
- ks. Eugeniusz Poloczek,
- ks. Eugeniusz Dębicki (15 września 1990 – 13 kwietnia 2013),
- ks. Henryk Jaroń.

## Grupy
- Liturgiczna Służba Ołtarza (Ministranci, Lektorzy),
- Marianki,
- Grupa misyjna,
- Grupa biblijna,
- Róże Różańcowe,
- Schola dziecięca
- "Margaretki" - grupa  modląca się za kapłanów parafii,
- Stowarzyszenie Rodzin Katolickich,
- Grupa misyjna,
- Ruch Szensztacki,
- Biblioteka parafialna,
- Zespół „Ultima”,
- Zespół "Przecinek",
- Szafarze Komunii św.

## Galeria

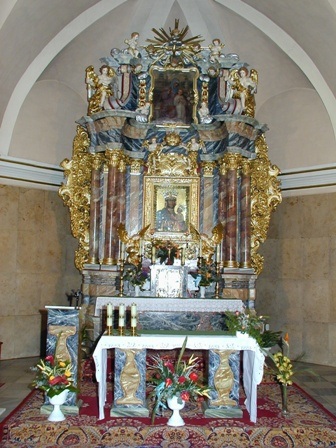
Ołtarz główny, w którym znajduje się cudowny obraz
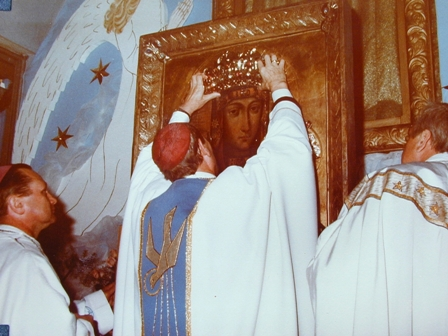
Koronacja obrazu przez biskupa A. Nossola
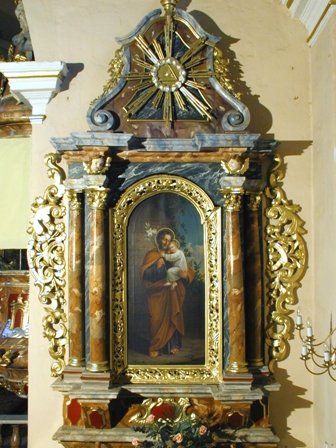
Ołtarz boczny św. Józefa
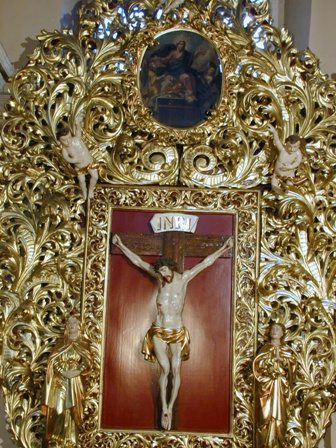
Ołtarz boczny Świętego Krzyża
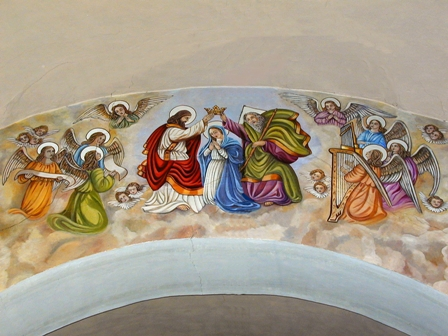
Freski
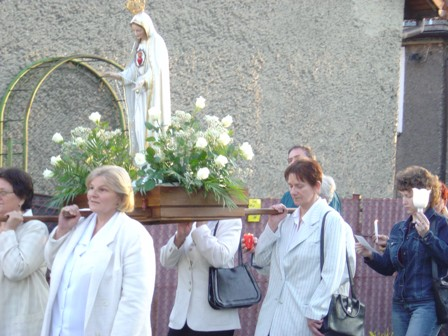
Nabożeństwo Fatimskie